# Śluza Mikaszówka
Śluza Mikaszówka – jedenasta śluza na Kanale Augustowskim (licząc od strony Biebrzy). Śluza znajduje się we wsi Mikaszówka.
Wybudowana w roku 1828 przez por. inż. Wojciecha Korczakowskiego.
- Położenie: 69,1 kilometr kanału
- Różnica poziomów: 2,44 m
- Długość: 43,31 m
- Szerokość: 6,05 m
- Wrota: drewniane
- Rok budowy: 1828
- Kierownik budowy: Wojciech Korczakowski